# كيرلي براون
كيرلي براون (بالإنجليزية: Curly Brown)‏ هو لاعب كرة قاعدة أمريكي، ولد في 9 ديسمبر 1888 في سبرينغ هيل في الولايات المتحدة، وتوفي في 10 يونيو 1968.

## وصلات خارجية
- كيرلي براون على موقعبيزبول رفرنس.كوم (الدوري الرئيسي) (الإنجليزية)
- كيرلي براون على موقعبيزبول رفرنس.كوم (الدوري الثانوي) (الإنجليزية)
- كيرلي براون على موقع مشجعي الرسوم البيانية (الإنجليزية)